# Casa Gressbakken
As Casas Gressbakken (em alemão:  Grassoden-Haus oder -hütte –  em norueguês Gressbakkenhus) são um tipo de edifício residencial que foi construído no final da Idade da Pedra (até 1800 a.C.) na Noruega, perto da costa da ilha de Sørøya, no norte da Noruega, abrangendo os assentamentos no Fiorde de Varanger até a Península de Kola, na Rússia .
As casas Gressbakken eram estruturas retangulares, semi-subterrâneas, com uma área habitável de até 50 metros quadrados. Tinham pelo menos duas lareiras muradas ao longo do eixo longitudinal e até quatro entradas em cada parede longitudinal, normalmente em conjunto com pequenos alpendres. A multiplicidade de entradas distingue as casas Gressbakken de outras construções residenciais da Idade da Pedra ou mais recentes. Havia pilhas de lixo na frente da entrada e/ou nos fundos. As casas variam muito em tamanho, formato, profundidade, número de lareiras, entradas e concheiros. Os habitantes eram caçadores-coletores marítimos especializados em peixes, mamíferos marinhos, renas e pássaros. Foram encontrados ossos humanos nas paredes e sob os pisos de algumas casas de Gressbakken.